# كاثي غارفر
كاثي غارفر (بالإنجليزية: Kathy Garver)‏ هي منتجة أفلام وممثلة أمريكية، ولدت في 13 ديسمبر 1945 بلونغ بيتش في الولايات المتحدة.

## وصلات خارجية
- كاثي غارفر على موقع IMDb (الإنجليزية)
- كاثي غارفر على موقع إن إن دي بي (الإنجليزية)
- كاثي غارفر على موقع قاعدة بيانات الفيلم (الإنجليزية)